# Ligue Professionnelle 1 (Algerien) 2022/23
Die Ligue Professionnelle 1 2022/23 war die 61. Saison der höchsten algerischen Spielklasse im Fußball. Organisiert wurde die Liga von der Fédération Algérienne de Football. Die Saison startete am 26. August 2022 und endete am 15. Juli 2023. Es nahmen 16 Mannschaften an dem Wettbewerb teil. Titelverteidiger war der CR Belouizdad.

## Teilnehmende Mannschaften
| Mannschaft        | Standort       | Stadion                               | Kapazität |
| ----------------- | -------------- | ------------------------------------- | --------- |
| ASO Chlef         | Ech Cheliff    | Stade Tahar Zoughari                  | 30.000    |
| CR Belouizdad     | Algier         | 20 August 1955 Stadion (Algier)       | 10.000    |
| CS Constantine    | Constantine    | Ramadane Ben Abdelmalek Stadion       | 13.000    |
| ES Sétif          | Sétif          | 8. May 1945 Stadion                   | 25.000    |
| HB Chelghoum Laïd | Chelghoum Laïd | 11. December 1961 Stadion             | 10.000    |
| JS Kabylie        | Tizi Ouzou     | Stadion 1. November 1954 (Tizi-Ouzou) | 20.000    |
| JS Saoura         | Bechar         | 20. August 1955 Stadion (Béchar)      | 20.000    |
| MC Alger          | Algier         | Salem Mabrouki Stadion                | 12.000    |
| MC El Bayadh      | El Bayadh      | Zakaria Medjdoub Stadion              | 15.000    |
| MC Oran           | Oran           | Ahmed Zabana Stadion                  | 40.000    |
| NC Magra          | Magra          | Boucheligue Brothers Stadion          | 8000      |
| Paradou AC        | Algier         | Omar Benrabah Stadion                 | 8000      |
| RC Arbaâ          | Larbaâ         | Ismaïl Makhlouf Stadion               | 5000      |
| US Biskra         | Biskra         | 18. February Stadion                  | 24.000    |
| USM Algier        | Algier         | Omar Benrabah Stadion                 | 8000      |
| USM Khenchela     | Khenchela      | Amar Hamam Stadion                    | 5000      |

## Tabelle
Stand:Saisonende 2022/23
| Pl. | Verein            | Sp. | S  | U  | N  | Tore    | Diff. | Punkte |
| --- | ----------------- | --- | -- | -- | -- | ------- | ----- | ------ |
| 1.  | CR Belouizdad (M) | 30  | 18 | 10 | 2  | 044:210 | +23   | 64     |
| 2.  | CS Constantine    | 30  | 14 | 8  | 8  | 039:260 | +13   | 50     |
| 3.  | MC Alger          | 30  | 12 | 11 | 7  | 021:200 | +1    | 47     |
| 4.  | MC El Bayadh (N)  | 30  | 13 | 7  | 10 | 034:250 | +9    | 46     |
| 5.  | ASO Chlef         | 30  | 11 | 9  | 10 | 036:310 | +5    | 42     |
| 6.  | USM Khenchela (N) | 30  | 12 | 6  | 12 | 029:290 | ±0    | 42     |
| 7.  | JS Saoura         | 30  | 11 | 9  | 10 | 032:250 | +7    | 42     |
| 8.  | ES Sétif          | 30  | 11 | 9  | 10 | 038:320 | +6    | 42     |
| 9.  | Paradou AC        | 30  | 11 | 8  | 11 | 035:330 | +2    | 41     |
| 10. | MC Oran           | 30  | 11 | 8  | 11 | 027:340 | −7    | 41     |
| 11. | NC Magra          | 30  | 11 | 7  | 12 | 035:360 | −1    | 40     |
| 12. | USM Algier        | 30  | 11 | 7  | 12 | 031:300 | +1    | 40     |
| 13. | US Biskra         | 30  | 10 | 10 | 10 | 030:290 | +1    | 40     |
| 14. | JS Kabylie        | 30  | 10 | 9  | 11 | 035:260 | +9    | 39     |
| 15. | RC Arbaâ          | 30  | 10 | 6  | 14 | 039:430 | −4    | 36     |
| 16. | HB Chelghoum Laïd | 30  | 0  | 4  | 26 | 011:760 | −65   | 04     |

| Zum Saisonende 2022/23: |
| Algerischer Meister und Teilnahme an der CAF Champions League Teilnahme an der CAF Champions League Teilnahme am CAF Confederation Cup Abstieg in die zweite Liga |

| Zum Saisonende 2021/22: |                                                              |
| (M)                     | Amtierender Meister: CR Belouizdad                           |
| (N)                     | Aufsteiger aus der zweiten Liga: USM Khenchela, MC El Bayadh |

## Torschützenliste
Stand: Saisonende 2022/23
| Platz | Spieler                 | Mannschaft     | Tore |
| ----- | ----------------------- | -------------- | ---- |
| 1.    | Mohamed Souibaa         | ASO Chlef      | 13   |
| 2.    | Mohamed Toumi           | RC Arbaâ       | 12   |
| 2.    | Dadi Mouaki             | JS Kabylie     | 12   |
| 2.    | Soufiane Bayazid        | USM Khenchela  | 12   |
| 5.    | Brahim Dib              | CS Constantine | 8    |
| 5.    | Mohamed Islam Belkhir   | CR Belouizdad  | 8    |
| 5.    | Ahmed Kendouci          | ES Sétif       | 8    |
| 8.    | Ghiles Guenaoui         | ES Sétif       | 7    |
| 8.    | Leonel Wamba            | CR Belouizdad  | 7    |
| 8.    | Merouane Zerrouki       | Paradou AC     | 7    |
| 11.   | Kouceila Boualia        | JS Kabylie     | 6    |
| 11.   | Adel Belkacem Bouzida   | Paradou AC     | 6    |
| 11.   | Mohamed El Seddik Baâli | US Biskra      | 6    |
| 11.   | Ahmed Ghenam            | MC El Bayadh   | 6    |
| 11.   | Mohamed Taib            | RC Arbaâ       | 6    |
| 11.   | Oussama Belatrèche      | JS Saoura      | 6    |
| 11.   | Abderrahmane Bourdim    | CR Belouizdad  | 6    |
| 11.   | Aimen Mahious           | USM Algier     | 6    |

## Hattricks
Stand:Saisonende 2022/23
| Spieler         | Verein        | Gegnerischer Verein | Ergebnis | Datum         |
| --------------- | ------------- | ------------------- | -------- | ------------- |
| Nkembe Enow     | ES Sétif      | HB Chelghoum Laïd   | 4:0 (A)  | 6. Juni 2023  |
| Sofiane Bayazid | USM Khenchela | CR Belouizdad       | 4:0 (H)  | 10. Juli 2023 |